# 不合法名
不合法名（拉丁語：nomen illegitimum）是一個主要用在植物學的專業術語，通常簡寫為「nom. illeg.」。

## 定義
這個辭彙用來指一個牴觸到國際植物學會議所發布之某些條款的有效發表名稱。
不合法名可能是有效發表名稱，但該名稱在國際植物命名法規上會有優先權問題而被駁回。這類名稱不是因為該物種已經命名就是因為這個名稱已經使用在其他植物上而使得在發表時被認為是多餘的。

## 例子
Nymphaea minima F.M.Bailey, nom. illeg. 